# 21 Guns
«21 Guns» és una cançó de la banda estatunidenca Green Day llançada com a segon senzill de l'àlbum 21st Century Breakdown el 25 de maig de 2009 per Reprise Records.

## Informació
La versió emesa a la ràdio és quaranta segons més curta que la versió de l'àlbum perquè s'han escurçat els solos de guitarra i s'ha tallat el principi de la cançó.
El videoclip fou dirigit per Marc Webb, filmat a Los Angeles i estrenat a MySpace el 22 de juny 2009. La banda apareix en una habitació blanca d'un motel amb la companyia d'en Christian i la Gloria, els dos protagonistes de tot l'àlbum 21st Century Breakdown. La Glòria s'espanta per l'arribada de la policia a l'exterior i tanca totes persianes i cortines. Una pluja de bales travessa les parets i la Gloria s'aterreix. El tiroteig continua i la parella s'abraça i es besa com en la portada de l'àlbum.
La cançó forma part de la banda sonora de la pel·lícula Transformers: Revenge of the Fallen i també va aparèixer disponible com a descàrrega pel videojoc Rock Band el 7 de juliol de 2009, juntament amb les cançons «East Jesus Nowhere» i «Know Your Enemy».

## Llista de cançons
Descàrrega digital
1. «21 Guns» - 5:21
2. «Favorite Son» (Contribució de Green Day a la compilació Rock Against Bush Vol. 2) - 2:13
3. «21 Guns» (Studio 880 Session) - 5:16

Senzill CD
1. «21 Guns» - 5:21
2. «Favorite Son» (De Rock Against Bush Vol. 2) - 2:13

Senzill 7«
1. «21 Guns» - 5:21
2. «Favorite Son» (De Rock Against Bush Vol. 2) - 2:13

## Llista de posicions
| Llista                           | Posició |
| -------------------------------- | ------- |
| Australian ARIA Singles Chart    | 14      |
| Japan Hot 100                    | 12      |
| Canadian Hot 100                 | 15      |
| European Hot 100                 | 20      |
| UK Singles Chart                 | 36      |
| U.S. Billboard Hot 100           | 22      |
| U.S. Billboard Pop Songs         | 30      |
| U.S. Billboard Alternative Songs | 3       |

## Personal
- Billie Joe Armstrong - Cantant, guitarra solista
- Mike Dirnt - Baix, veus addicionals
- Tré Cool - Bateria, percussió
- Jason White - guitarra, veus addicionals